# 國立中山大學仁武校區
國立中山大學仁武校區位於高雄市仁武區，是國立中山大學的第一個分部校區，該校地位處旗山斷層，且挖掘時發現校地擁有史前部落遺址及文物，目前尚未完工。

## 沿革
2015年，1月9日環保署召開「國立中山大學仁武校區開發計畫環境影響說明書」專案小組初審會議，認為中山大學新開發仁武校區案，因中央地調去年公佈資料中旗山斷層貫穿一半校區，擔心有安全疑慮，要求開發單位要在進一步進行風險評估確認斷層位置後，補充相關資料再審。2018年7月9日，國立中山大學仁武校區開發計畫環境影響專案小組第三次初審會議召開，通過環境評估報告。
2020年2月，開始進行整地作業。
11月，仁武校區開始動工，並擬承租一路之隔、已退場的永達技術學院仁武校區台糖校地，籌備中小學實驗學校，以及安排興建教職員宿舍。

## 規劃
規劃占地24公頃。AI醫學、智慧健康及生態休憩園區， 醫學教學大樓規畫為地下1樓、地上6樓建築，占地3160坪。
醫學研究大樓與大愛樓地下1樓、地上7樓，占地4800坪的校區規畫主要為國立中山大學醫學院的院所，包含精準醫學研究所、生技醫藥研究所、醫學科技研究所、生物醫學研究所
，後因旗山斷層經過此校區，加上離市區較遠，因此醫學院預定設立於苓雅區的國際商工校址而非仁武校區。

## 開發爭議
2022年，國立中山大學仁武校區在進行滯洪池挖掘工程時，挖掘出大量具千年歷史的史前陶片與其他古物，疑似為平埔族打狗社的部落遺址，規模推估約達50公頃。此新考古發現未經環評初步調查而遭忽略，且施工期間未按規定聘請考古專家監看與回報發現，明顯違反環評法與文資法。文史研究員楊吉壽與相關團體隨即要求政府依法停工調查，並呼籲啟動遺址保護與搶救措施。高雄市政府現場調查的結果及其回應，將影響遺址的保存及當地歷史文化的研究價值。

## 外部連結
- 仁武校區『醫學教學大樓新建工程』動土典禮[]
- 國立中山大學仁武校區台灣都市城鎮形貌